# Vortigern and Rowena

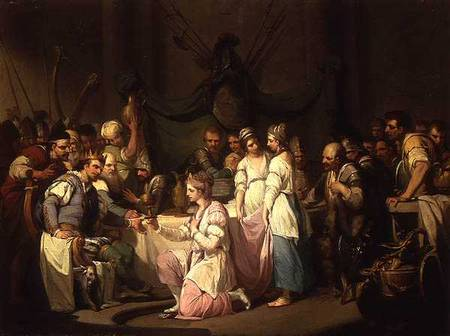
La toile de William Hamilton La Rencontre de Vortigern et Rowena aurait inspiré à William Henry Ireland le sujet de son faux Shakespeare.

Vortigern and Rowena est une pièce de théâtre parue en 1796 sous le nom de William Shakespeare. Il s'agit en réalité d'un des nombreux faux shakespeariens produits par William Henry Ireland durant les deux années précédentes. La supercherie est éventée peu après la première de la pièce, qui n'est pas rejouée pendant plus de deux siècles.
La première de la pièce, le 2 avril 1796 au théâtre de Drury Lane, reçoit un accueil désastreux. Les acteurs, convaincus de la médiocrité de ce qu'on leur fait jouer, offrent des performances volontairement mauvaises. C'est en particulier le cas du gérant de Drury Lane, John Philip Kemble, qui interprète Vortigern. Dans le dernier acte, sa lecture volontairement pathétique du vers « When this solemn mock'ry is ended » (« lorsque cette solennelle parodie sera terminée ») fait naître un tollé dans le public qui rend le reste de la pièce inaudible.

## Personnages
- Constantius, roi de Bretagne
- Aurelius, frère de Constantius
- Uter, frère de Constantius
- Vortigern, conseiller de Constantius
- Wortimerus, fils de Vortigern
- Catagrinus, fils de Vortigern
- Pascentius, fils de Vortigern
- Hengist, chef des mercenaires saxons
- Horsus, frère de Hengist
- le Fou
- le Servant
- le Page
- les Barons, Officiers, Gardes, etc.
- Edmunda, épouse de Vortigern
- Flavia, fille de Vortigern, amante d'Ambrosius
- Rowena, fille de Hengist
- servants d'Edmunda

## Résumé
Vortigern and Rowena se déroule dans un Ve siècle imaginaire, inspiré par la Chronique de Raphael Holinshed. Le roi de Bretagne Constantius offre la moitié de son royaume à son fidèle conseiller Vortigern, qui récompense sa confiance en le faisant assassiner. L'héritier légitime du trône, Aurelius, se trouve être le bien-aimé de Flavia, la fille de Vortigern. Avec son frère Uter, il se rend en Écosse pour y lever une armée et chasser Vortigern du pouvoir. Ce dernier fait appel aux Saxons, menés par Hengist et Horsus, pour combattre à ses côtés. Il répudie sa femme Edmunda pour épouser Rowena, la fille de Hengist. Choqués, ses fils Wortimer et Catagrinus rallient la cause d'Aurelius. Rowena se suicide et Vortigern est vaincu et contraint d'abandonner le pouvoir. La pièce se conclut sur un discours du Fou adressé au public.